# کربالان
کربالان (به اسپانیایی: Corbalán) یک شهرستان در اسپانیا است که در استان تروئل واقع شده‌است.

## خصوصیات
کربالان ۸۲ کیلومترمربع مساحت و ۸۸ نفر جمعیت دارد.